# محمد رزم
محمد رزم متولد دلفان است. وی در جنگ ایران و عراق حضور داشته و با تحصیلات کارشناسی ارشد حقوق جزاء و جرم شناسی و در دوره نهم مجلس شورای اسلامی نماینده کرمانشاه بوده‌است.